# JWH-398
JWH-398 – organiczny związek chemiczny z grupy syntetycznych kannabinoidów zsyntetyzowany przez Johna W. Huffmana (stąd akronim JWH). W Polsce od 2010 roku znajduje się w grupie I-N Ustawy o przeciwdziałaniu narkomanii.